# فلك البروج

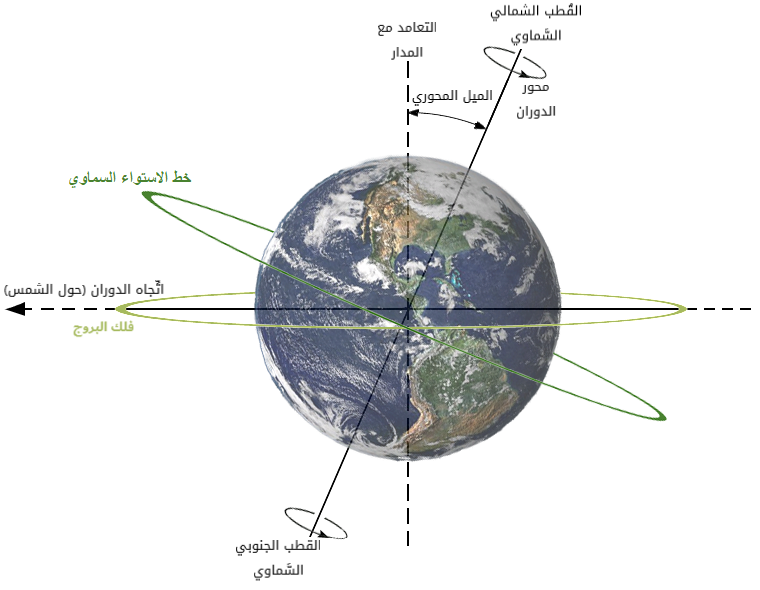
يظهر فلك البروج عبر السماء في الصورة، كما يظهر خط الاستواء السماوي الذي يمثل وسط السماء.

كما نشاهد من الأرض، تتحرك الشمس على خلفية النجوم طوال العام. هذا المدار الظاهري للشمس هو نتيجة لحركة الأرض في مدارها حول الشمس. يستغرق المدار الكامل ما يزيد قليلاً عن 365 يومًا

فَلَك البروج أو دائرة البروج أو منطقة البروج أو ببساطة المنطقة (يُقصد من الأخيرتين أيضًا المنطقة التي عليها هذا الفَلَك)، سماه بعض المعاصرين دائرة الكسوف أو الدائرة الكسوفية، هي المسار الذي تتحرك فيه الشمس عبر السماء، حيث تبدو الشمس كأنها تدور في سماء الأرض، مع أن ما يحدث في الواقع هو أن الأرض تدور حول الشمس. وتتحرك الشمس في دائرة من الكرة السماوية تقسمها نصفين. والكواكب الثلاثة عشر الواقعة ضمن فلك البروج تُسمَّى الأبراج السماوية، وتُسمَّى المنطقة التي تغطّيها هذه الأبراج بمنطقة البروج أو دائرتها. وكان الفلكيون القدماء يستخدمون نقطة تقاطع فلك البروط وخط الاستواء السماوي كنقطة ابتدائية لحساب المواقع في السماء.
يقطع فلك البروج (في وسط منطقة البروج) مستوى الاستواء السماوي بزاوية ميل تسمى ميل فلك البروج وتقدر بنحو 23°27' وهي متغيرة نتيجة مبادرة الاعتدالين والترنح اللذان يحدثان تغييرا في وضعي كل من دائرة البروج ومستوى الاستواء بالنسبة للنجوم الثوابت.
تتواجد الشمس في حوالي 21 مارس و23 سبتمبر في نقطة تقاطع فلك البروج مع خط الاستواء السماوي. وهذان هما وقتي تساوي الليل والنهار (الاعتدالين)، وتسميان بنقطتي الربيع والخريف على التوالي. وفي حوالي 21 يونيو تصل الشمس إلى أقرب نقطة إلى الشمال على مسارها، وفي حوالي 21 ديسمبر إلى أقرب نقطة إلى الجنوب. وهذان هما وقتي بداية الصيف والشتاء وتسميان بنقطتي الانقلاب (نقطتي انقلاب الشمس) على التوالي. وكل من نقاط الربيع والخريف والصيف والشتاء تبعد كلٌ منها عن الأخرى بمقدار 90° في المقياس السماوي.

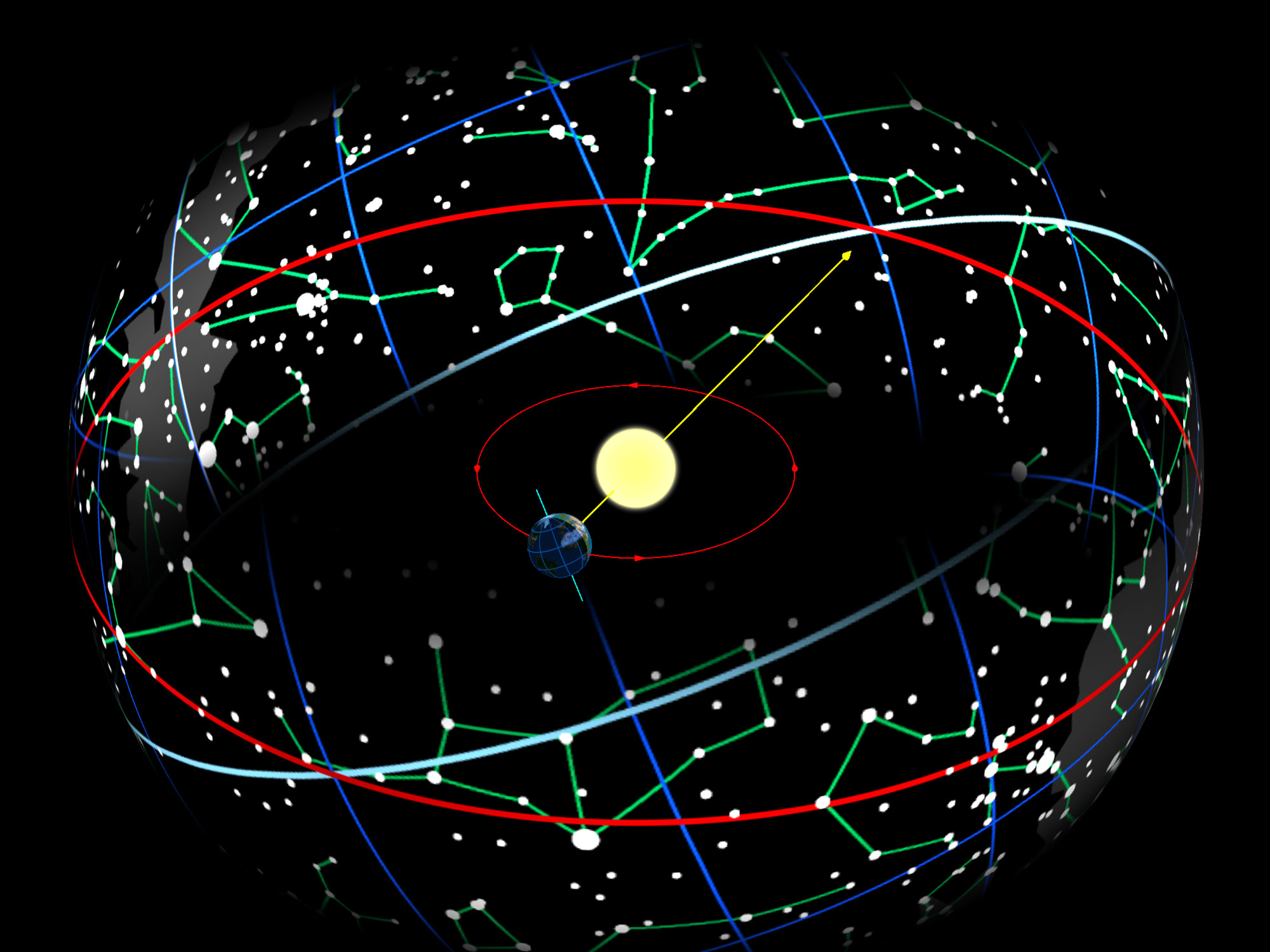
بينما تدور الأرض حول الشمس ، فإن الشمس التي تُرى من الأرض ، تتحرك في مدار إهليلجي (باللون الأحمر) في القبة السماوية هي تمر عبر الاعتدال الربيعي (خط الطول 0 درجة) ، عندما يكون خط طول الأرض نفسها هو 180°

تُشكل الكواكب مع الشمس ما يُعرف بسهل فلك البروج أو سهل النظام الشمسي. وترجع هذه التسمية إلى أن مدارات الكواكب كلها تقع على مستوى واحد تقريباً، بحيث لا تميل عن بعضها إلا بشكل ضئيل. ونتيجة لهذا فالقمر والكواكب يكونون بالقرب دائماً من فلك البروج. والكواكب القزمة تميل بشكل أكبر من الكواكب عن فلك البروج، فمثلاً، بلوتو يميل عنه بزاوية 17ْ وهاوميا بـ 22.28ْ. ويميل محور دوران الأرض عن فلك البروج بزاوية 23.5°، وهذا هو سبب حدوث الفصول.
ولفلك البروج قطبان شمالي وجنوبي، قطب البروج الشمالي يقع في كوكبة التنين وقطب البروج الجنوبي يقع في كوكبة أبو سيف. أما الكوكبات التي تنزلها الشمس في مسيرها فهي اثنا عشر كوكبةً هم: الحمل؛ والثور؛ والتوأمان؛ والسرطان؛ والأسد؛ والعذراء؛ والميزان؛ والعقرب؛ والقوس؛ والجدي؛ والدلو؛ والحوت. وعندما تكمل الشمس مسيرها حول الأرض تشكل ما يسمى مستوى البروج وهو المستوى الذي رسمته الشمس جراء مسيرها.

## فلك البروج والقمر
مدار القمر قريب من فلك البروج، مثله في ذلك مثل مدارات الكواكب. وبدقة أكبر فمدار القمر مائل بزاوية 5° درجات عن فلك البروج، ولهذا فإن الكسوف والخسوف يحدثان كل شهر. فعملياً، ظل القمر موجود دائماً في الفضاء، ولو كان مداره ومدار الأرض على نفس المستوى لحجب عنها الشمس مرة في الشهر أثناء مروره أمام الشمس وهو يدور حول الأرض. لكن بسبب هذا الميل فإن الأرض لا تكون دائماً في منطقة ظل القمر، ومن ثم فلا يُرى الكسوف من عليها. ولنفس السبب فإن ظل الأرض الذي يُسبب الخسوف قليلاً ما يواجه القمر، فغالباً ما يمر القمر بجانب ظلها بسبب ميل مداره.

## فلك البروج والكواكب
معظم الكواكب - بما في ذلك الأرض - تملك مدارات على نفس المستوى تقريباً بفارق ضئيل يبلغ بضع درجات على الأكثر، حيث أنهم يبدون قريبين إلى فلك البروج دائماً في السماء. ويُعد عطارد الاستثناء لأن ميل مداره يبلغ 7° درجات، مع أن هذا قليل نسبياً. وقد كان بلوتو هو الاستثناء الحقيقي في السابق حيث أن ميل مداره يبلغ 17° درجة، لكن تمت إعادة تصنيفه لاحقاً وأصبح كوكباً قزماً. وبقية الأجرام في النظام الشمسي الخارجي تملك مدارات شديدة الميل أيضاً حتى بالنسبة إلى بلوتو، فيبلغ ميلان مدار إيريس ما يقارب 45° درجة، وبقية الكواكب القزمة تملك مدارات ذات ميل مشابه.

## نظام الإحداثيات السماوي

نقطة تقاطع فلك البروج وخط الاستواء السماوي تمثل الاعتدالين، والاعتدال الربيعي هو نقطة الصفر في نظام الإحداثيات السماوية الاستوائي.

يوجد ثلاثة أنظمة رئيسية للإحداثيّات السماوية هما النظام السمتي والاستوائي والبروجي. ويتعلّق الثاني منهم بخط الاستواء السماوي والثالث منهم بفلك البروج. يوجد في نظام الإحداثيات البروجي - كنظام الإحداثيات الجغرافية - خطوط الطول والعرض، لكنها ذات أسماء مختلفة هي «الميل» و«المطلع المستقيم». وقد تم اختيار نقطتي تقاطع خط الاستواء السماوي مع فلك البروج (الاعتدالان) لكي يكونا نقطتي الصفر في نظام الإحداثيات الاستوائي. حيث أن النقطة التي يتقاطع فيها المساران في فصل الربيع (الاعتدال الربيعي) هي نقطة الصفر التي يبدأ منها كل من الميل والمطلع المستقيم، ويُقاس الميل بالدرجات أما المطلع المستقيم فبالساعات والدقائق والثواني القوسية.